# Фроловское (городской округ Шаховская)
Фроловское — деревня в городском округе Шаховская Московской области России.

## Население
| 1852 | 1859 | 1926 | 2002 | 2006 | 2010 |
| ---- | ---- | ---- | ---- | ---- | ---- |
| 605  | ↘565 | ↗671 | ↘76  | ↘65  | ↘64  |

## География
Расположена примерно в 17 км к северу от окружного центра — рабочего посёлка Шаховская, на левом берегу реки Издетели, впадающей в Лобь. В деревне одна улица — Красный Посад. Соседние населённые пункты — деревни Воскресенское, Дулепово, Красное Заречье, а также Натальино Лотошинского района. Связана автобусным сообщением с Шаховской (автобус № 33).

## История
Впервые упоминается в духовной грамоте князя Бориса Волоцкого в 1477 году.
В 1768 году деревня Фроловская относилась к Хованскому стану Волоколамского уезда Московской губернии и находилась в совместном владении князя Ивана Ивановича Лобанова-Ростовского и вдовы, графини Фетиньи Яковлевны Шереметевой. В деревне было 76 дворов и 329 душ.
В середине XIX века деревня относилась ко 2-му стану Волоколамского уезда и принадлежала фон Бреверну. В деревне было 76 дворов, крестьян 299 душ мужского пола и 306 душ женского.
В «Списке населённых мест» 1862 года Фроловское — владельческая деревня 2-го стана Волоколамского уезда Московской губернии по правую сторону Зубцовского тракта (из села Ярополча), в 40 верстах от уездного города, при реке Издетели, с 75 дворами и 565 жителями (275 мужчин, 290 женщин).
В 1886 году — 92 двора и 599 жителей.
По данным на 1890 год входила в состав Марковской волости, число душ мужского пола составляло 261 человек.
В 1913 году — 109 дворов, земское училище, а также чайная и мелочная лавки.
Постановлением президиума Моссовета от 24 марта 1924 года Марковская волость была упразднена, а её территория включена в состав Раменской волости.
В материалах Всесоюзной переписи населения 1926 года указаны Фроловское Старое и Фроловское Новое. Старое — центр Фроловского сельсовета, в нём проживало 452 человека (210 мужчин, 242 женщины), насчитывалось 82 крестьянских хозяйства, имелась школа; во Фроловском Новом проживало 219 человек (95 мужчин, 124 женщины), велось 45 хозяйств (44 крестьянских). Также упоминаются Старо-Фроловский и Ново-Фроловский хутора с населением 7 и 20 жителей в 1 и 4 крестьянских хозяйствах соответственно.
С 1929 года — населённый пункт в составе Шаховского района Московской области.
1994—2006 гг. — деревня Раменского сельского округа.
2006—2015 гг. — деревня сельского поселения Раменское.
2015 — н. в. — деревня городского округа Шаховская.